# Ostracotheres affinis
Ostracotheres affinis is een krabbensoort uit de familie van de Pinnotheridae. De wetenschappelijke naam van de soort is voor het eerst geldig gepubliceerd in 1853 door H. Milne Edwards.